# 谢奥根杰
谢奥根杰（Sheoganj）是印度拉贾斯坦邦锡罗希县的一个城镇。总人口24785（2001年）。

## 人口
该地2001年总人口24785人，其中男性12898人，女性11887人；0—6岁人口3895人，其中男2142人，女1753人；识字率66.54%，其中男性为76.61%，女性为55.61%。